# Mir-Perseus
Perseus war die Bezeichnung für eine französisch-russische Forschungsmission, während der sich der französische Raumfahrer Jean-Pierre Haigneré sechs Monate lang an Bord der russischen Raumstation Mir befand.

## Vorbereitung
Perseus war der siebte französische Raumflug in Zusammenarbeit mit der Sowjetunion bzw. Russland. Grundlage dieses Flugs war ein Vertrag vom September 1996 zwischen der französischen Raumfahrtbehörde CNES und der russischen Roskosmos.
Der Raumflug war zuerst für eine Dauer von vier Monaten geplant, wurde dann aber auf die für die russischen Besatzungsmitglieder üblichen sechs Monate verlängert. Zum ersten Mal war ein französischer Raumfahrer nicht nur Forschungskosmonaut, sondern Bordingenieur der Raumstation. Hierzu war eine intensive Ausbildung notwendig.
Jean-Pierre Haigneré wurde als Besatzung nominiert, sein Ersatz war seine Lebensgefährtin Claudie André-Dehays. Beide hatten schon je einen Raumflug zur Mir absolviert: Haigneré bei Altair 1993, André-Dehays bei Cassiopée 1996.
Haigneré wurde zwar im Mai 1998 offiziell zum Europäischen Astronautenkorps versetzt, wurde aber für die Mir-Mission freigestellt. André-Dehays blieb auch offiziell beim CNES.

## Wissenschaftliches Programm
Wie schon bei den vorhergehenden Missionen wurde ein breites Spektrum von wissenschaftlichen Untersuchungen vorbereitet. Die Experimente wurden von der französischen Leitstelle CADMOS in Toulouse begleitet.

### Biowissenschaft
- PHYSIOLAB: Dieses Labor wurde erneut verwendet, um weitere Daten zur Untersuchung des Blutkreislaufs zu gewinnen.
- COGNILAB: Auch dieses Gerät zur Untersuchung des Nervensystems war schon bei früheren Missionen im Einsatz.
- EXOBIOLOGIE: Bei diesem Experiment wurden biologische Proben der Weltraumstrahlung ausgesetzt. Zum Aussetzen und Einholen waren je ein Außenbordeinsatz notwendig.
- GENESIS: Dieses Experiment nutzte das Labor FERTILE, um die Entwicklung von Amphibien in der Schwerelosigkeit zu beobachten.

### Materialwissenschaft
- ALICE: Hydrodynamische und thermische Untersuchungen von Flüssigkeiten in der Nähe des kritischen Punkts.
- COMET: Hierbei sollte versucht werden, an der Außenhülle der Raumstation Kometenstaub aufzusammeln, damit dieser auf der Erde analysiert werden kann.

### Technologie
- SPICA: Hierbei sollten elektronische Bauelemente unter Weltraumbedingungen getestet werden.
- CASTOR: Mit diesem Gerät wurden die Schwingungen der Mir in verschiedenen Phasen gemessen: während der Ruhe-, Arbeits- und Sportzeiten, aber auch bei Kurskorrekturen und Koppelmanövern.
- TREILLIS: Dies war eine zwei Meter lange Gitterstruktur, die frei im Raum schwebte. Sensoren ermittelten die Eigenschwingungen und übertrugen die Daten über eine Infrarotverbindung an das Labor DYNALAB. Dabei wurden verschiedene Methoden der Schwingungsdämpfung eingesetzt.
- WSG: Dieses deutsche Experiment untersuchte die Veränderungen der Wirbelsäule während eines Raumflugs.
- TITUS: Hierbei wurde die Erstarrung von Metalllegierungen in der Schwerelosigkeit beobachtet. Wie WGS war TITUS ein deutsches Experiment.
- BSMD (Bonestiffness Measurement Device): Dieses ESA-Experiment untersuchte Änderungen des Knochenbaus während des Flugs durch zweiwöchentliche Ultraschallmessungen am Schienbein.
- MIRSUPIO: Die Astronauten sollten eine Mehrzwecktasche testen. Dies war ebenfalls ein ESA-Experiment.

## Missionsverlauf

### Ablösung der 26. Mannschaft
Haigneré startete mit dem Raumschiff Sojus TM-29 zusammen mit seinem Kommandanten Wiktor Afanassjew, der seinen dritten Langzeitaufenthalt an Bord der Mir durchführte und Ivan Bella, dem ersten Raumfahrer der Slowakei.
Die automatische Ankopplung an die Mir erfolgte zwei Tage später. Dort wurden Afanassjew, Haigneré und Bella mit Brot und Salz von der 26. Mir-Stammbesatzung begrüßt: Kommandant Gennadi Padalka und Bordingenieur Sergei Awdejew.
Da die 27. Langzeitbesatzung unter dem Kommando von Afanassjew möglicherweise die letzte sein würde, musste die Mannschaft von zwei auf drei aufgestockt werden. Das hieß, dass nur Padalka zur Erde zurückkehren würde, während Awdejew eine weitere Periode an Bord bleiben sollte.
Die erste Pressekonferenz Haignerés mit französischen Journalisten fand am 24. Februar statt.
Padalka und Bella verließen die Raumstation Mir am 28. Februar 1999 mit dem Raumschiff Sojus TM-28.

### Progress M-41
Da die Mission wesentlich länger als die vorherigen war, konnte nicht das gesamte Material im Voraus zur Mir gebracht werden, sondern wurde mit mehreren Progress-Frachtern transportiert.
Progress M-41 startete am 2. April 1999 und koppelte zwei Tage später an die Raumstation an. Die 2438 kg Fracht enthielten:
- DYNALAB, ein Gerät des CASTOR-Experiments, das die Vibrationen und Beschleunigungen innerhalb der Raumstation untersucht. Dieses Gerät war seit 1996 an Bord, wurde aber später defekt und mit Sojus TM-28 zur Erde transportiert. Nach einer Reparatur wurde es mit dem Progress-Transporter wieder zur Mir gebracht.
- Vier männliche und vier weibliche Rippenmolche sowie 26 Behälter mit Larven für das Experiment GENESIS.
- Das Experiment BSMD
- Material für die Experimente TITUS, ALICE 2, PHYSIOLAB und EXOBIOLOGIE
- Sechs pädagogische Experimente, die am 24. April benötigt wurden, als Haigneré eine Unterrichtseinheit für französische Schüler veranstaltete.
- Den Satelliten Sputnik 99 (RS-19), der vorab aufgenommene Nachrichten im 2-Meter-Band senden sollte.
- Treibstoff, Sauerstoff, Post, Nahrung und Wasser

### Erster Außenbordeinsatz
Am 16. April stand der erste von drei Außenbordeinsatzen auf dem Programm. Haigneré stieg zuerst aus dem Modul Kwant 2, gefolgt von Afanassjew. Afanassjew trug einen Ersatz-Raumanzug, weil der ursprünglich vorgesehene Probleme bei der Übertragung der Biometriedaten hatte.
Haigneré und Afanassjew installierten die Experimente GERMETISATOR und EXOBIOLOGIE, sammelten Proben von COMET und INDIKATOR und versetzten das Experiment MIGMAS.
Haigneré „startete“ den Satelliten Sputnik 99 (auch als RS-19 bezeichnet) von Hand. Ursprünglich sollte dies ein Amateurfunksatellit sein, der 400 vorab aufgezeichnete Texte senden sollte. Die Firma Swatch wollte auf diese Weise die Swatch-Internetzeit fördern. Als bekannt wurde, dass der Satellit auch Werbenachrichten in den Amateurfunkbändern abstrahlen sollte, kam es zu heftigen Protesten von Amateurfunkverbänden. Am Tag bevor der Satellit gestartet wurde, zog Swatch den Plan komplett zurück, so dass Haigneré, selbst Funkamateur, den Satelliten ohne Batterien freisetzte.
Eigentlich war vorgesehen, dass Afanassjew und Haigneré sich noch zum Modul Spektr begeben, doch darauf wurde aus Zeitgründen verzichtet. Als die beiden Kosmonauten in der Raumstation zurück waren, hatte der Außenbordeinsatz eine Stunde länger als geplant gedauert.

### Wissenschaftliche Arbeit
Während der gesamten Dauer des Raumflugs war Haigneré mit der Betreuung der wissenschaftlichen Experimente beschäftigt. Teilweise musste er kleinere Defekte an den Geräten selbst beheben.
Das Experiment GENESIS erlitt einen Rückschlag durch den Tod der vier männlichen Rippenmolche, die Haigneré am 9. April leblos vorfand. Möglicherweise hatte die Belüftung der Behausung versagt. Die vier weiblichen Rippenmolche waren getrennt untergebracht und zeigten kein auffälliges Verhalten. Um das Risiko zu minimieren, auch diese Tiere zu verlieren, versetzte Haigneré zwei der Weibchen in den Transportbehälter. Im Mai legten zwei der Weibchen nach Hormoninjektionen Eier. Das Experiment lief dann wie geplant ab.
Haigneré konnte von der Mir aus die Sonnenfinsternis vom 11. August 1999 beobachteten. Er sah sowohl die verfinsterte Sonne als auch den Mondschatten, der sich über die Erde bewegte.

### Leck
Ab Anfang Juli maßen die Kosmonauten eine leichte Abnahme des Kabinendrucks, was auf ein kleines Leck schließen ließ. Zwar stellte dies keine unmittelbare Gefahr bis zum Ende der Mission dar, war jedoch ein Problem für die anschließende Zeit, in der die Raumstation unbemannt aber mit Luft gefüllt bleiben sollte.
Die Kosmonauten untersuchten die Raumstation Modul für Modul und ermittelten schließlich Kwant 2 als die Ursache des Problems. Eine genauere Lokalisation war aber nicht möglich.

### Progress M-42
Der Frachter Progress M-41, der am Kwant-Modul anlag, wurde mit Müll befüllt und am 17. Juli abgekoppelt, nachdem seine Triebwerke die Bahn der Raumstation angehoben hatte. Er verglühte kurz darauf wie geplant in der Erdatmosphäre. Der freie Kopplungsstutzen wurde bereits tags darauf von Progress M-42 belegt.
Der Start von Progress M-42 hatte sich immer wieder verzögert. Am 5. Juli war eine russische Proton-Rakete kurz nach dem Start explodiert, worauf die kasachischen Behörden ein Startverbot verhängten, bis die Unfallursache geklärt sei. Außerdem verlangten sie Ersatz für die entstandenen Umweltschäden. Schließlich einigten sich die Behörden, so dass der Transporter am 16. Juli starten konnte.
Progress M-42 brachte unter anderem den neuen Navigationscomputer BUPO (Blok Upravleniya Prichalivaniya i Orientatsii), mit dessen Hilfe die Bodenstation die Mir fernsteuern und kontrolliert abstürzen lassen konnte, nachdem die letzte Mannschaft die Raumstation verlassen hatte.

### Erstmals zwei Franzosen im All
Am 23. Juli 1999 startete ein amerikanisches Space Shuttle zur Mission STS-93. Als Missionsspezialist war der französische Raumfahrer Michel Tognini an Bord. Damit waren nicht nur erstmals zwei Franzosen gleichzeitig im All, es war auch das erste Mal, dass Raumfahrer gleichzeitig bei russischen und US-amerikanischen Mission zu Gast waren.
Es bestand Funkkontakt zwischen der Mir und der Columbia, und sowohl Haigneré und Tognini als auch die Kommandanten Afanassjew und Eileen Collins tauschten Grüße und Glückwünsche aus.

### Zweiter Außenbordeinsatz
Am 23. Juli verließen Afanassjew und Awdejew die Mir für Arbeiten an der Außenseite der Raumstation, während Haigneré die Aktivitäten von innen überwachte, fotografierte und filmte.
Afanassjew und Awdejew versuchten, eine faltbare Antenne zu installieren, was jedoch nicht vollständig gelang. Ebenfalls ohne Erfolg war die Suche nach dem Leck im Modul Kwant 2. Zwar konnten sie Proben des Experiments EXOBIOLOGIE  bergen, aus Zeitgründen jedoch nicht von SPICA. Nach sechs Stunden mussten die beiden hastig wieder in die Raumstation zurückkehren, weil sich ein Filter in Afanassjews Raumzug überhitzt hatte.

### Dritter Außenbordeinsatz
Afanassjew und Awdejew unternahmen am 28. Juli 1999 einen weiteren Ausstieg, um die Antenne zu errichten, was durch eine Veränderung an den Kabeln auch problemlos erfolgte. Haigneré gab aus dem Innenraum per Fernsteuerung das Kommando zum Entfalten der Antenne auf die volle Größe von etwa sechs Metern Durchmesser. Da es sich nicht um eine operationelle Antenne handelte, sondern nur um einen Test, wurde sie anschließend abgestoßen.

### Ende der Mission
Das Datum der Rückkehr wurde mehrfach verschoben, unter anderem auf Drängen des CNES. Schließlich wurde der 27. August festgelegt. Die Mannschaft sollte die Mir unbemannt zurücklassen, aber noch war nicht klar, ob nicht zu einem späteren Zeitpunkt eine neue Mannschaft an Bord kommen würde.
Die drei Kosmonauten deaktivierten Modul für Modul und brachten die Mir in einen fernsteuerbaren Zustand. Müll wurde in den Frachter Progress M-42 geladen, Ausrüstungsgegenstände und wissenschaftliche Experimente in das Raumschiff Sojus TM-29.
Die Luken schlossen sich am 27. August 1999 um 18:12 UTC, das Raumschiff koppelte um 21:17 ab. Um 23:46 erfolgte die Bremszündung und um 00:34 des 28. August setzte Sojus TM-29 in der kasachischen Steppe auf.
Damit ging eine fast zehnjährige Ära der Raumfahrt zu Ende, in der sich seit dem 5. September 1989 stets mindestens eine Raumschiffbesatzung im All aufgehalten hatte.
Haigneré hatte mit 188 Tagen einen neuen Langzeitrekord für Raumfahrer aus Gastnationen aufgestellt, der heute noch steht. Haignerés Rekord für die längste Gesamtzeit (209 Tagen) brach Thomas Reiter im August 2006.

## Bedeutung
Wissenschaftlich war die Mission Perseus ein voller Erfolg. Die französischen Forscher hatten die Gelegenheit, die Schwerelosigkeit und die kosmische Strahlung mehrere Monate lang zu nutzen und dabei auftretende Probleme durch einen französischen Raumfahrer sofort anzugehen.
Durch den drohenden Verlust der Mir durch die fehlende Finanzierung war eine Wiederholung dieser Mission nicht mehr möglich. Die Fortsetzung würde auf der neuen Internationalen Raumstation (ISS) stattfinden, die bereits im Aufbau war. Die ersten zwei Module waren im November und Dezember 1998 in die Umlaufbahn gebracht worden. Die erste permanente Besatzung erfolgte im November 2000.
Die französische Raumfahrtbehörde CNES hatte bereits einen Vertrag über eine weitere Forschungsmission, die im Oktober 2001 durch Claudie Haigneré unter der Bezeichnung ISS-Andromède durchgeführt wurde. Hierbei handelte es sich aber wieder um einen Kurzzeitaufenthalt.